# Orchis subpatens
Orchis subpatens är en orkidéart som beskrevs av E.G.Camus. Orchis subpatens ingår i släktet nycklar, och familjen orkidéer. Inga underarter finns listade i Catalogue of Life.